# Maksimilijan I., meksički car
Maksimilijan I., meksički car (6. srpnja 1832. – 19. lipnja 1867.), punog imena Ferdinand Maksimilijan Josip Marija Austrijski bio je član dinastije Habsburg-Lothringen kojeg su meksički monarhisti uz potporu francuskog cara Napoleona III. proglasili carem Meksika 10. travnja 1864. godine. Većina europskih država priznala je i podržavala njegovu vlast, poglavito Francuska, Austrija, Belgija i Španjolska, a imao je i potporu Katoličke crkve, čije su svećenike u Meksiku republikanci ubijali u unutrašnjim nemirima i sukobima koji su prethodili stranoj intervenciji i uspostavi carstva. Sjedinjene Američke Države nisu priznale carstvo, nego su nastavile podržavati svrgnutog predsjednika, Benita Juáreza. Vojna potpora Sjedinjenih Država republikancima, poglavito nakon pobjede u Građanskom ratu, bila je veliki doprinos kasnijoj pobjedi te frakcije meksičkog političkog života u sukobu s monarhistima. Godine 1867. republikanci su nadvladali, zarobili Maksimilijana te ga 19. lipnja pogubili.

## Životopis

### Rani život
Maksimilijan je rođen u dvorcu Schönbrunn u Beču u Austriji, kao drugi sin nadvojvode Austrije Franje Karla i Sofije Wilhelmine, bavarske kraljevne. 
1850. godine stupio je u vojnu službu u austrijskoj mornarici, te je 1854. godine imenovan pomorskim časnikom. Podupirao je jačanje austrijske ratne mornarice kojoj će postati i biti vrhovnim zapovjednikom sve do odlaska u Meksiko. Na pomorskim putovanjima posjetit će niz zemalja, uključujući Grčku, Tursku, Italiju, Španjolsku, Portugal i Brazil. Za svoje boravište odabrao je Trst (konkretno palaču Lazzarich), u blizini kojega će 1857. godine započeti izgradnju dvorca Miramare kao svoje rezidencije. Iskazivao je veliko zanimanje za umjetnost i botaniku te je osmislio park oko dvorca kao jedinstven botanički vrt.
U dobi od 27 godina, ženi se belgijskom kraljevnom Charlottom (u inačici na španjolskom jeziku, Carlotom), kćeri Leopolda I iz kuće Sachsen-Coburg i Marije Lujze Orelanske. Isprva žive u Milanu, gdje je Maksimilijan namjesnik (potkralj) Venecijansko-lombardskog kraljevstva, tada još u okviru Austrijskog carstva. 1859. ga njegov brat, car Franjo Josip smjenjuje zbog Maksimilijanovih odveć liberalnih pogleda i nespremnosti na vladanje "čvrstom rukom". Nedugo potom, u ratu protiv Pijemonta-Sardinije i Francuske, 1859. godine te Pruske i Italije, 1866. godine Habsburgovci će izgubiti većinu posjeda u Italiji.
Maksimilijan je rado boravio u Hrvatskoj. Volio je Dubrovnik i Hrvate. Često je boravio na Lokrumu, za koji je u pismu supruzi, dok je bio u Meksiku, napisao : "Lokrum je jedina točka u Europi za kojom čeznem!". Lokrum je otkupio od obitelji Tomašević, a nakon tragedije broda Triton, otkupio ga, benediktinski samostan preuredio u ljetnikovac, samostanski vrt u raskošan botanički vrt, a na sjevernoj strani otoka podignuti spomen-križ.
Nakon smjene i odlaska iz Milana, Maksimilijan i Charlotta će do svojeg odlaska u Meksiko većinu vremena provesti u dvorcu Miramar, koji će se po njegovim nacrtima nastaviti graditi i uređivati i nakon Maksimilijanove smrti.

### Meksički car
Godine 1859. primio je prvi poziv meksičkih monarhista predvođenih plemićem Joséom Pablom Martínez del Ríom da postane car Meksika. U Meksiku je tada u tijeku bio žestok sukob liberalne stranke predvođene predsjednikom Juarezom te konzervativaca koji su se protivili njegovim reformama. Maksimilijan, u početku, odbija ponudu, kratkim odgovorom "Habsburg nije uzurpator". Nakon intervencije europskih sila (Francuske, Belgije, Španjolske i Velike Britanije) na strani Juarezovih protivnika, pod utjecajem francuskoga cara Napoleona III. te nakon što je general Élie-Frédéric Forey osvojio glavni grad Mexico gdje je potom 1863. organiziran plebiscit o obnovi monarhije, i proglašeno Drugo Meksičko Carstvo, ipak se odlučuje 10. travnja 1864. prihvatiti poziv i postati Car Meksika. Nakon te odluke izgubio je svoja nasljedna prava u Austriji, a sam Franjo Josip protivio se bratovom odlasku u daleku zemlju. Dolaskom u Meksiko, 28. svibnja 1864. i službeno je postao carem, no i dalje ga nije priznavala republikansko-liberalna stranka predvođena Benitom Juárezom koja je vodila rat protiv francuske okupacije (sve ostale sile su se nakon prvotne intervencije i ostvarenja svojih ciljeva vezane uz povrat meksičkih dugova, povukle iz Meksika). 
Za vrijeme svoje kratke vladavine, Maksimilijan je prihvatio i potvrdio niz liberalnih političkih promjena uključujući upravnu reformu zemlje, proglašenje vjerskih sloboda te uvođenje općeg prava glasa bez obzira na klasne razlike. Zabranio je izrabljivanje djece. Obnovio je i preuredio zamak Chapultepec povrh glavnog grada, koji je postao i vladarska rezidencija. U njegovo je vrijeme velik broj europskih useljenika došao u Meksiko, a pružio je utočište i izbjeglicama s američkog Juga nakon poraza Konfederacije u Američkom građanskom ratu. Kako Carlota i on nisu imali djece, nasljednicima je proglasio unuke prvog meksičkog cara, Augustina I de Iturbidea. 1865. je reorganizirao Meksičku carsku vojsku, koja je stvorena dvije godine ranije na nagovor Napoleona III., ali ona je i dalje ovisila o neprestanoj potpori francuskih snaga. 
Sukobi u državi su se pojačavali a pritisak obnovljenih i snažnih Sjedinjenih Država porastao do te mjere da je 1866. propast carstva postala razvidna. Te je godine Napoleon III. povukao francusku vojsku iz Meksika. Povlačenje je bilo posljedica pritiska Sjedinjenih Država, koje nisu željele uplitanje europskih velevlasti u svoje utjecajno područje (sukladno Monroeovoj doktrini) te naglog uspona Pruske pod vodstvom Otta von Bismarcka. Maksimilijan je odbio napustiti Meksiko i svoje pristaše, a Carlota je otputovala u Europu u beznadnom pokušaju osiguranja dodatne pomoći Francuske, Austrije, Belgije i samog Pape. U veljači 1867., car se se pred nadirućim snagama juarista povlači u grad Querétaro Arteaga u pokrajini Santiago de Querétaro gdje je nekoliko mjeseci uspješno odolijevao opsadi, ali je nakon izdaje u redovima obrane predaja ipak uslijedila 15. svibnja 1867. godine. Uhićen je i izveden pred vojni sud koji ga je, zajedno s njegova dva vojna zapovjednika, osudio na smrt strijeljanjem. Iako su mnogi europski vladari i istaknute javne osobe (među kojima i poznati republikanci Victor Hugo i Giuseppe Garibaldi) slali Juarezu brzojave i pisma u kojima mole poštedu Maksimilijanova života, on je odbio pomilovati osuđene.

### Smrt
Dana 19. lipnja 1867. Maksimilijan je u rano jutro strijeljan na Cerro de las Campanas zajedno s Miguelom Miramónom i Tomásom Mejíom. Njegovo mrtvo tijelo je potom javno izloženo u katedrali u Queretaru, gdje je ostalo do 1868., kada je na traženje Franje Josipa koji je u Meksiko poslao bojni brod Novaru, vraćeno u Europu te je Maksimilijan napokon primjereno pokopan u habsburškoj carskoj kripti u Beču. Carlota je, pod pritiskom svega proživljenog, izgubila razum te je ostatak života provela u izolaciji, prvo u Miramaru, a potom u Belgiji, pod skrbništvom svojeg brata, Leopolda II.
Vrijedno je napomenuti i kako je Maksimilijan bio prvi potomak slavnog španjolskog kraljevskog para Ferdinanda i Izabele (za čijeg je vladanja otkrivena Amerika, 1492. godine) koji je preplovio Atlantski ocean i pohodio Novi svijet. Na jednom od svojih krstarenja, Maksimilijan i Charlotta boravili su i u Dalmaciji, a u dvorcu Miramare i danas je izložena njezina slika koja prikazuje otok Lokrum ispred Dubrovnika.

## U popularnoj kulturi
- U filmu Juarez iz 1939. Maksimilijana glumi Brian Aherne dok ga u filmu Vera Cruz iz 1954. glumi George Macready.

- U seriji romana Southern Victory Harryja Turtledovea, Konfederacija pobjedi u ratu s Unijom 1862. što rezultira opstankom carske vlasti u Meksiku. Maksimilijanova dinastija od tada postaje stalni vladar Meksika, čak i nakon poraza u Drugom velikom ratu 1944. godine.

- Postoje i pretpostavke kako je Maksimilijan sin Napoleonovog sina, Vojvode od Reichstadta, kojeg se naziva i Napoleonom II čemu se kao dokaz navodi vojvodino blisko prijateljstvo sa Sofijom Wilhelmine (koja je nakon njegove smrti bila neutješna te je navodno okrivljavala kancelara Metternicha za vojvodinu preranu smrt) te određena fizička sličnost vojvode i Maksimilijana, uočljiva na portretima.

## Citati
- "Lokrum je jedina točka u Europi za kojom čeznem!"[1]